# Shottas
Shottas (bra: Conexão Jamaica; prt: Shottas - A Lei das Ruas) é um filme policial jamaicano sobre dois jovens que participam do crime organizado em Kingston, Jamaica e Miami, na Flórida.
Estrelado por Ky-Mani Marley, Spragga Benz, Paul Campbell e Louie Rankin, foi escrito e dirigido por Cess Silvera. Apesar de seu baixo orçamento, a distribuição pirata inacabada tornou-o um cult muito antes de seu lançamento oficial limitado nos Estados Unidos pela Triumph Films e Destination Films em 2006.